# Eugène Bertrand
Eugène Bertrand (Parigi, 15 gennaio 1834 – Parigi, 31 dicembre 1899) è stato un comico, impresario teatrale e direttore teatrale francese.

## Biografia
Fece il suo debutto in teatro al Théâtre des Jeunes-Artistes e poi al Théâtre de l'Odéon di Parigi. Dal 1859 al 1865, fu comico e poi direttore teatrale negli Stati Uniti. Nel 1865 fu assunto al Théâtre du Parc di Bruxelles, prima di dirigere brevemente i due teatri di Lille (nel nord della Francia). Fu poi amministratore delegato del Théâtre des Variétés dal 1869 al 1891. Fu direttore dell'Opéra Garnier dal 1º gennaio 1892 fino alla sua morte nel 1899, e poi dal 1894, con Pedro Gailhard. All'Opéra fu il primo a produrre con successo opere di Richard Wagner e montò anche una nuova produzione di Samson et Dalila di Saint-Saëns (1892) e diede la prima esecuzione di Thaïs di Massenet (1894).